# Мар'янівський гідрологічний заказник
Мар'я́нівський зака́зник — гідрологічний заказник місцевого значення в Україні. Об'єкт розташований на території Лисянського району Черкаської області, село Мар'янівка. 
Площа 26 га, статус отриманий у 1979 році.